# Ilse Fischer (Malerin)

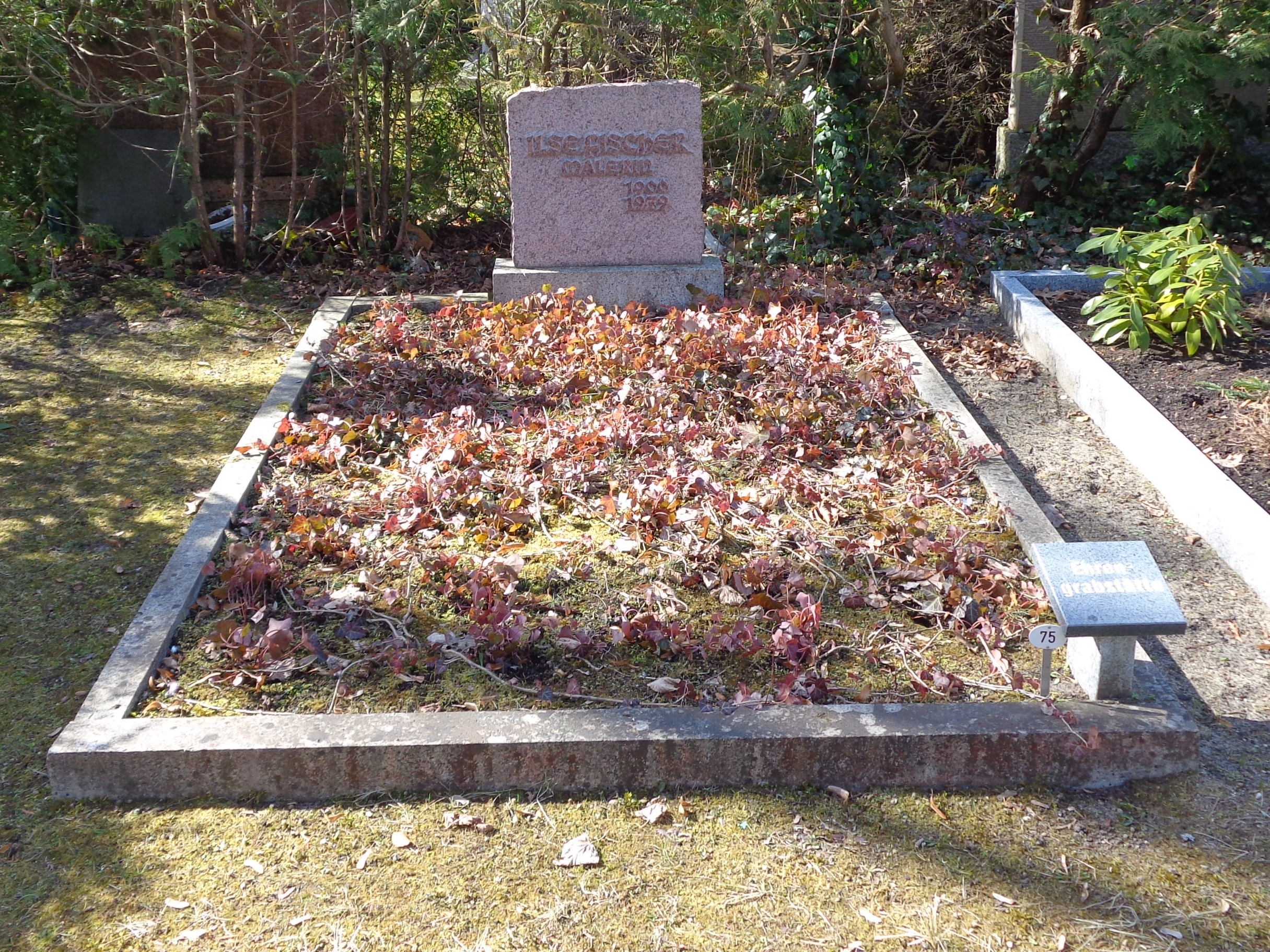
Grab von Ilse Fischer auf dem Friedhof Eichwalde

Ilse Fischer  (* 28. November 1900 in Berlin; † 23. Juni 1979 in Eichwalde) war eine deutsche Malerin und Grafikerin.

## Leben und Wirken
Zunächst erhielt sie privaten Zeichenunterricht bei Hans Szym in Berlin. Nach dem Studium an den Vereinigten Staatsschulen für freie und angewandte Kunst in Berlin-Charlottenburg (1921–1925) war sie von 1925 bis 1929 Meisterschülerin von Paul Plontke. 1927 absolvierte sie das Examen zur Zeichenlehrerin. Von 1929 bis 1942 gehörte sie dem Verein der Berliner Künstlerinnen an und nahm an dessen Ausstellungen teil.
In der Zeit des Nationalsozialismus war Ilse Fischer obligatorisch Mitglied der Reichskammer der bildenden Künste. Für diese Zeit ist ihre Teilnahme an sieben großen Ausstellungen sicher belegt.
Nachdem 1933 das Gebäude der ehemaligen Kunstgewerbeschule in der Prinz-Albrecht-Straße, wo Fischer eine Atelier bezogen hatte, durch die Geheime Staatspolizei beschlagnahmt worden war, arbeitete sie stattdessen in der Ateliergemeinschaft Klosterstraße in Berlin. Als 1943 das Haus bei einem Bombenangriff zerstört wurde, zog sie zu der Kunsthistorikerin Margarethe Frieseke nach Eichwalde. Dort war sie freischaffend tätig und nutzte zuerst ein Notatelier, 1951 bezog sie im gleichen Gebäude eine Atelierwohnung. Sie unternahm Studienreisen nach Österreich, Holland, Spanien, Jugoslawien und Schweden. 1960 besuchte sie als eine der ersten DDR-Künstlerinnen Ägypten.
Fischers Werk zeigt eine relativ große Spannbreite. In der Studienzeit schuf sie unter anderem sozialkritische Berliner Milieu-Skizzen, Caféhaus-Bilder, Stillleben, Porträts (u. a. Alfred Döblin, Josephine Baker) und Kinderszenen. In den 1930er Jahren begann sie sich auch religiösen Themen zuzuwenden wie Christus am Ölberg und Esther. Ihre Werke wiesen zunehmend eine strengere Komposition auf und zeigten Einflüsse des deutschen Expressionismus und der italienischen Frührenaissance.
Nach dem Ende des Zweiten Weltkrieges schuf sie Glas- und Wandgestaltungen in Schulen, Kirchen, Schwimmhallen und Krankenhäusern. Ihre Eindrücke von der Ägyptenreise schlugen sich in einer Reihe von Aquarellen, Pastellen, Gouachen, Kohle-Zeichnungen und Lithografien nieder. Auch porträtierte sie weiterhin Persönlichkeiten wie Max Suhrbier, Lin Jaldati und Toni Mau.
1975 erhielt sie den Theodor-Fontane-Preis des Bezirks Potsdam.
Die Grabstätte Ilse Fischers befindet sich auf dem Friedhof der Gemeinde Eichwalde. Der Ilse-Fischer-Weg in Eichwalde erinnert an sie.

## Werke (Auswahl)

### Baugebundene Kunst (Auswahl)
- Kleist-Fenster (dreiteilig, Bleiglas) in der Fontane-Grundschule in Ludwigsfelde[2]
- Glaskunst-Fenster mit Kreuzigung Jesu, Maria und der Jünger Johannes in der Taufkapelle von St. Nikolai (Pritzwalk)
- Fensterbild „Der gute Hirte“ im Altarraum der Friedhofskapelle in Templin
- Flügelaltar in der Sakristei der Emmaus-Kirche in Berlin-Zehlendorf[3]
- Glasfenster im Rathaussaal in Eichwalde
- Glasfenster im Schwesternhaus des Waisenhauses in Berlin[4]

### Malerei (Auswahl)
- Der barmherzige Samariter (Öl)[5]

- Mädchen mit Kaninchen (1948, Öl)[6][7]
- Landtagspräsident Meier (1952, Öl, 99 × 125 cm; auf der Dritten Deutschen Kunstausstellung)[8]
- Frühstückspause (1952, Öl, 1952; auf der Dritten Deutschen Kunstausstellung)[9]
- Greta Kuckhoff (1972, Öl, 1972; auf der VII. Kunstausstellung der DDR)[10]

## Ausstellungen (unvollständig)

### Einzelausstellungen
- 1961: Berlin, Märkisches Museum (mit Hans Klakow)
- 1971: Potsdam, Kulturhaus Hans Marchwitza

### Teilnahme an zentralen und wichtigen regionalen Ausstellungen in der DDR
- 1949, 1974 und 1979: Potsdam, Bezirkskunstausstellungen
- 1951: Berlin, Museumsbau am Kupfergraben („Künstler schaffen für den Frieden“)

- 1953: Dresden, Dritte Deutsche Kunstausstellung
- 1960: Berlin, Pavillon der Kunst („Frauenschaffen und Frauengestalten in der bildenden Kunst. 50 Jahre Internationaler Frauentag“)
- 1972/1973: Dresden, VII. Kunstausstellung der DDR